# Calendrier de la saison de cyclo-cross féminine 2019-2020
Navigation
2018-2019 2020-2021
Le calendrier de la saison de cyclo-cross féminine 2019-2020 regroupe des courses de cyclo-cross débutant le 17 août 2019 et finissant le 23 février 2020. Les épreuves individuelles sont classées en cinq catégories. La plus haute catégorie regroupe les épreuves de la coupe du monde (CDM), qui donne lieu à un classement. Derrière elles, on retrouve les courses de catégorie C1 et C2, qui attribuent des points pour le classement mondial, ensuite les courses réservées aux moins de 23 ans, appelés également espoirs (catégorie CU) et enfin les courses pour les juniors (catégorie CJ). On retrouve également les championnats nationaux (CN) qui sont organisés dans une trentaine de pays.

## Calendrier

### Août
| Date | Course                                            | Classe | Vainqueur         | Équipe                 |
| ---- | ------------------------------------------------- | ------ | ----------------- | ---------------------- |
| 17   | Melbourne Grand Prix of Cyclo-Cross #1, Melbourne | C2     | Peta Mullens      | Flanders/health.com.au |
| 18   | Melbourne Grand Prix of Cyclo-Cross #2, Melbourne | C2     | Peta Mullens      | Flanders/health.com.au |
| 31   | Virginia's Blue Ridge GO Cross #1, Roanoke        | C2     | Rebecca Fahringer | Kona Maxxis Shimano    |

### Septembre
| Date | Course                                           | Classe | Vainqueur         | Équipe                                |
| ---- | ------------------------------------------------ | ------ | ----------------- | ------------------------------------- |
| 1    | Virginia's Blue Ridge GO Cross #2, Raonoke       | C2     | Caroline Mani     | Pactimo                               |
| 1    | Qiansen trophy Aohan Station, Aohan County       | C1     | Joyce Vanderbeken | Bike-Advice ITAF                      |
| 7    | Qiansen Trophy Fengfeng Station, Fengfeng        | C1     | Joyce Vanderbeken | Bike-Advice ITAF                      |
| 7    | Rochester Cyclocross #1, Rochester               | C1     | Maghalie Rochette | Specialized/Feedback Sports           |
| 8    | Ethias Cross - Eeklo, Eeklo                      | C2     | Maud Kaptheijns   | Pauwels Sauzen-Bingoal                |
| 8    | Rochester Cyclocross #2, Rochester               | C2     | Maghalie Rochette | Specialized/Feedback Sports           |
| 13   | Jingle Cross #1, Iowa City                       | C2     | Jennifer Jackson  | Easton-Giant p/b Transitions LifeCare |
| 14   | Coupe du monde de cyclo-cross #1, Iowa City      | CDM    | Maghalie Rochette | Specialized/Feedback Sports           |
| 15   | Jingle Cross #2, Iowa City                       | C1     | Maghalie Rochette | Specialized/Feedback Sports           |
| 20   | Trek Cup, Waterloo                               | C2     | Jolanda Neff      | Trek Factory Racing CX                |
| 22   | Coupe du monde de cyclo-cross #2, Waterloo       | CDM    | Kateřina Nash     | Clif Pro Team                         |
| 22   | Cyclo-cross de Boulzicourt Ardennes, Boulzicourt | C2     | Laura Verdonschot | Pauwels Sauzen-Bingoal                |
| 22   | National Trophy Series #1, Derby                 | C2     | Alicia Franck     | Experza Pro CX                        |
| 22   | Radcross Illnau, Illnau                          | C2     | Geerte Hoeke      | Xalt Cycling                          |
| 28   | Toi Toi Cup #1, Mladá Boleslav                   | C1     | Alicia Franck     | Experza Pro CX                        |
| 28   | Chazal Cup Vittel, Vittel                        | C2     | Perrine Clauzel   | A.S. Bike Cross Team                  |
| 29   | Grand Prix Poprad, Poprad                        | C1     | Geerte Hoeke      | Xalt Cycling                          |
| 29   | Canyon Cross Race, Vittel                        | C2     | Perrine Clauzel   | A.S. Bike Cross Team                  |

### Octobre
| Date | Course                                           | Classe | Vainqueur                          | Équipe                             |
| ---- | ------------------------------------------------ | ------ | ---------------------------------- | ---------------------------------- |
| 5    | Ethias Cross - Berencross, Meulebeke             | C2     | Ceylin Alvarado                    | Corendon-Circus                    |
| 5    | FayetteCross #1, Fayetteville                    | C2     | Maghalie Rochette                  | Specialized/Feedback Sports        |
| 5    | Toi Toi Cup #2, Hlinsko                          | C2     | Geerte Hoeke                       | Xalt Cycling                       |
| 6    | EKZ CrossTour #1, Aigle                          | C1     | Perrine Clauzel                    | A.S. Bike Cross Team               |
| 6    | FayetteCross #2, Fayetteville                    | C2     | Clara Honsinger                    | Team S&M                           |
| 6    | Rectavit Series Grand Prix de Pelt, Pelt         | C2     | Ceylin Alvarado                    | Corendon-Circus                    |
| 6    | Grand Prix Raková, Raková                        | C2     | Geerte Hoeke                       | Xalt Cycling                       |
| 6    | National Trophy Series #2, Milnthorpe            | C2     | Harriet Harnden                    | T-Mo Racing                        |
| 12   | Charm City Cross #1, Baltimore                   | C2     | Rebecca Fahringer                  | Kona Maxxis Shimano                |
| 12   | Ethias Cross - Polderscross, Kruibeke            | C2     | Annemarie Worst                    | 777.be                             |
| 12   | Toi Toi Cup #3, Holé Vrchy                       | C2     | Pavla Havlíková                    | Kooperativa Jablonec nad Nisou     |
| 12   | US Open of Cyclocross #1, Boulder City           | C2     | Katherine Compton                  | KFC Racing                         |
| 13   | Superprestige #1, Gieten                         | C1     | Ceylin Alvarado                    | Corendon-Circus                    |
| 13   | Coupe de France #1, La Mézière                   | C2     | Perrine Clauzel                    | A.S. Bike Cross Team               |
| 13   | Charm City Cross #2, Baltimore                   | C2     | Rebecca Fahringer                  | Kona Maxxis Shimano                |
| 13   | Grand Prix Trnava, Trnava                        | C2     | Pavla Havlíková                    | Kooperativa Jablonec nad Nisou     |
| 13   | Internationales Radquer Steinmaur, Steinmaur     | C2     | Zina Barhoumi                      | RSC Aaretal Münsigen               |
| 13   | US Open of Cyclocross #2, Boulder City           | C2     | Clara Honsinger                    | Team S&M                           |
| 14   | Ibaraki Cyclo-cross Toride Stage, Nakauchi       | C2     | Annulé en raison du typhon Hagibis | Annulé en raison du typhon Hagibis |
| 17   | Kermiscross, Ardooie                             | C2     | Kim Van De Steene                  | Tarteletto-Isorex                  |
| 19   | CX Täby Park, Täby                               | C2     | Suzanne Verhoeven                  | Milwaukee-Alphamotorhomes          |
| 19   | DCCX #1, Washington DC                           | C2     | Rebecca Fahringer                  | Kona Maxxis Shimano                |
| 19   | Superprestige #2, Boom                           | C2     | Alice Maria Arzuffi                | 777.be                             |
| 20   | Coupe du monde de cyclo-cross #3, Berne          | CDM    | Annemarie Worst                    | 777.be                             |
| 20   | DCCX #2, Washington DC                           | C2     | Rebecca Fahringer                  | Kona Maxxis Shimano                |
| 20   | Il Melo Cup, Cles                                | C2     | Asia Zontone                       | Jam's Bike                         |
| 20   | Stockholm cyclocross, Stockholm                  | C2     | Suzanne Verhoeven                  | Milwaukee-Alphamotorhomes          |
| 20   | Tage des Querfeldeinsports, Ternitz              | C2     | Nikola Bajgerová                   |                                    |
| 22   | Nacht van Woerden, Woerden                       | C2     | Maud Kaptheijns                    | Pauwels Sauzen-Bingoal             |
| 26   | Cincinnati Cyclocross - Kingswood Park #1, Mason | C1     | Maghalie Rochette                  | Specialized/Feedback Sports        |
| 26   | Grand Prix Podbrezová, Podbrezová                | C1     | Pavla Havlíková                    | Kooperativa Jablonec nad Nisou     |
| 26   | Coupe d'Espagne #1, Llodio                       | C1     | Lucía González                     | Nesta-Skoda Alecar                 |
| 26   | Ethias Cross - Beringen, Beringen                | C2     | Annemarie Worst                    | 777.be                             |
| 27   | Coupe d'Espagne #2, Elorrio                      | C1     | Lucía González                     | Nesta-Skoda Alecar                 |
| 27   | Grand Prix Topoľčianky, Topoľčianky              | C1     | Pavla Havlíková                    | Kooperativa Jablonec nad Nisou     |
| 27   | Munich Super Cross, Munich                       | C1     | Aniek van Alphen                   | Kleur Op Maat BNS Technics         |
| 27   | Superprestige #3, Gavere                         | C1     | Yara Kastelijn                     | 777.be                             |
| 27   | Cincinnati Cyclocross - Kingswood Park #2, Mason | C2     | Maghalie Rochette                  | Specialized/Feedback Sports        |
| 27   | Grand-Prix de la Commune de Contern, Contern     | C2     | Shirin van Anrooij                 |                                    |
| 27   | HPCX, Jamesburg                                  | C2     | Regina Legge                       | Trek Cyclocross Collective         |
| 27   | National Trophy Series #3, Irvine                | C2     | Katie Scott                        | Trek Bicycle Club                  |
| 27   | Sagae Round Tohoku CX Series, Sagae              | C2     | Miyoko Karami                      |                                    |
| 28   | Toi Toi Cup #4, Slaný                            | C1     | Pavla Havlíková                    | Kooperativa Jablonec nad Nisou     |

### Novembre
| Date | Course                                                                   | Classe | Vainqueur            | Équipe                                |
| ---- | ------------------------------------------------------------------------ | ------ | -------------------- | ------------------------------------- |
| 1    | Trophée des AP Assurances #1, Oudenaarde                                 | C1     | Yara Kastelijn       | 777.be                                |
| 1    | GP Citta Di Jesolo, Jesolo                                               | C2     | Sara Casasola        | DP66                                  |
| 1    | Gran Premi Les Franqueses, Les Franqueses del Vallès                     | C2     | Lucía González       | Nesta-Skoda Alecar                    |
| 2    | Ciclocross Manlleu, Manlleu                                              | C2     | Lucía González       | Nesta-Skoda Alecar                    |
| 2    | Really Rad Festival of Cyclocross #1, Falmouth                           | C2     | Katie Clouse         | Cannondale p/b CyclocrossWorld        |
| 3    | Superprestige #4, Ruddervoorde                                           | C1     | Ceylin Alvarado      | Corendon-Circus                       |
| 3    | Coupe de France #2, Andrezieux-Boutheon                                  | C2     | Olivia Onesti        | Creuse Oxygène                        |
| 3    | Gran Premi Internacional Ciutat de Vic, Vic                              | C2     | Lucía González       | Nesta-Skoda Alecar                    |
| 3    | November Cross, Micăsasa                                                 | C2     | Tereza Kurnická      |                                       |
| 3    | PTBOCX, Peterborough                                                     | C2     | Jennifer Jackson     | Easton-Giant p/b Transitions Lifecare |
| 3    | Really Rad Festival of Cyclocross #2, Falmouth                           | C2     | Rebecca Fahringer    | Kona Maxxis Shimano                   |
| 3    | Yowamushi-Pedal Makuhari Cross p/b Champion System, Chiba                | C2     | Rina Matsumoto       |                                       |
| 9    | Silver Goose Cyclocross Festival, Midland                                | C2     | Maghalie Rochette    | Specialized/Feedback Sports           |
| 9    | The Northampton International #1, Northampton                            | C2     | Caroline Nolan       | Voler / Easton / HRS / Rock Lobster   |
| 10   | Championnats d'Europe de cyclo-cross, Silvelle di Trebaseleghe           | CC     | Yara Kastelijn       | 777.be                                |
| 10   | Championnats panaméricains de cyclo-cross, Midland                       | CC     | Maghalie Rochette    | Specialized/Feedback Sports           |
| 10   | Coupe d'Espagne #3, Karrantza                                            | C2     | Aida Nuño Palacio    | Río Miera Cantabria Deporte           |
| 10   | National Trophy Series #4, Crawley                                       | C2     | Bethany Crumpton     | Tarteletto-Isorex                     |
| 10   | The Northampton International #2, Northampton                            | C2     | Caroline Nolan       | Voler / Easton / HRS / Rock Lobster   |
| 11   | Rectavit Series Jaarmarktcross, Niel                                     | C1     | Lucinda Brand        | Telenet-Fidea Lions                   |
| 16   | Coupe du monde de cyclo-cross #4, Tábor                                  | CDM    | Annemarie Worst      | 777.be                                |
| 16   | Major Taylor Cross Cup #1, Indianapolis                                  | C2     | Clara Honsinger      | Team S&M                              |
| 16   | Supercross #1, Suffern                                                   | C2     | Rebecca Fahringer    | Kona Maxxis Shimano                   |
| 17   | Trophée des AP Assurances #2, Hamme                                      | C1     | Annemarie Worst      | 777.be                                |
| 17   | EKZ CrossTour #2, Hittnau                                                | C1     | Christine Majerus    | Boels Dolmans                         |
| 17   | 40th anniversary of the World memorial ciclocross Saccolongo, Saccolongo | C2     | Sara Casasola        | DP66                                  |
| 17   | KANSAI Cyclo Cross Makino Round, Takashima                               | C2     | Miyoko Karami        |                                       |
| 17   | Major Taylor Cross Cup #2, Indianapolis                                  | C2     | Clara Honsinger      | Team S&M                              |
| 17   | Supercross #2, Suffern                                                   | C2     | Rebecca Fahringer    | Kona Maxxis Shimano                   |
| 23   | Ambiancecross, Wachtebeke                                                | C1     | Yara Kastelijn       | 777.be                                |
| 23   | Rapha Supercross Nobeyama, Nobeyama                                      | C1     | Miho Imai            |                                       |
| 23   | Grand Prix Košice, Košice                                                | C2     | Janka Keseg Števková |                                       |
| 23   | North Carolina Grand Prix #1, Hendersonville                             | C2     | Caroline Nolan       | Voler / Easton / HRS / Rock Lobster   |
| 24   | Coupe du monde de cyclo-cross #5, Coxyde                                 | CDM    | Ceylin Alvarado      | Corendon-Circus                       |
| 24   | Bryksy Cross Gosciecin, Gościęcin                                        | C2     | Kateřina Mudříková   |                                       |
| 24   | National Trophy Series #5, Pembrey                                       | C2     | Ffion James          | Hope Factory Racing                   |
| 24   | North Carolina Grand Prix #2, Hendersonville                             | C2     | Hannah Arensman      | JA King Cyclocross                    |
| 30   | Abadiñoko Udala Saria, Abadiano                                          | C2     | Lucía González       | Nesta-Skoda Alecar                    |
| 30   | Trophée des AP Assurances #3, Courtrai                                   | C2     | Lucinda Brand        | Telenet-Fidea Lions                   |
| 30   | Gran Premio Guerciotti, Milan                                            | C2     | Francesca Baroni     | Selle Italia Guerciotti               |
| 30   | Ruts 'n' Guts #1, Broken Arrow                                           | C2     | Ellen Noble          | Trek Factory Racing CX                |
| 30   | Toi Toi Cup #5, Kolín                                                    | C2     | Pavla Havlíková      | Kooperativa Jablonec nad Nisou        |

### Décembre
| Date | Course                                                                   | Classe | Vainqueur            | Équipe                         |
| ---- | ------------------------------------------------------------------------ | ------ | -------------------- | ------------------------------ |
| 1    | Zilvermeercross, Mol                                                     | C1     | Laura Verdonschot    | Pauwels Sauzen-Bingoal         |
| 1    | Cyclo-cross du Mingant, Lanarvily                                        | C2     | Amandine Fouquenet   | Team Chazal-Canyon-3G Immo     |
| 1    | Flückiger Cross Madiswil, Madiswil                                       | C2     | Pavla Havlíková      | Kooperativa Jablonec nad Nisou |
| 1    | Coupe d'Espagne #5, Pontevedra                                           | C2     | Lucía González       | Nesta-Skoda Alecar             |
| 1    | International Ciclocross selle SMP-11°Trof.Cop.ed.Brugherio82, Brugherio | C2     | Sara Casasola        | DP66                           |
| 1    | Ruts 'n' Guts #2, Broken Arrow                                           | C2     | Ellen Noble          | Trek Factory Racing CX         |
| 7    | Ethias Cross - Essen, Essen                                              | C1     | Marianne Vos         | CCC-Liv                        |
| 7    | NBX Grand Prix of Cross #1, Warwick                                      | C2     | Rebecca Fahringer    | Kona Maxxis Shimano            |
| 7    | Resolution 'Cross Cup #1, Garland                                        | C2     | Maghalie Rochette    | Specialized/Feedback Sports    |
| 7    | Toi Toi Cup #6, Jabkenice                                                | C2     | Kateřina Nash        | Clif Pro Team                  |
| 7    | Trofeo San Andrés, Ametzaga de Zuia                                      | C2     | Lucía González       | Nesta-Skoda Alecar             |
| 8    | Superprestige #5, Zonhoven                                               | C1     | Annemarie Worst      | 777.be                         |
| 8    | Ciclocross del Ponte, Trévise                                            | C2     | Francesca Baroni     | Selle Italia Guerciotti        |
| 8    | Int. Radquerfeldein GP Lambach/Stadl-Paura, Stadl-Paura                  | C2     | Joyce Vanderbeken    | Bike-Advice ITAF               |
| 8    | NBX Grand Prix of Cross #2, Warwick                                      | C2     | Rebecca Fahringer    | Kona Maxxis Shimano            |
| 8    | Resolution 'Cross Cup #2, Garland                                        | C2     | Maghalie Rochette    | Specialized/Feedback Sports    |
| 8    | Ziklo Kross Igorre, Igorre                                               | C2     | Lucía González       | Nesta-Skoda Alecar             |
| 14   | Trophée des AP Assurances #4, Renaix                                     | C1     | Ceylin Alvarado      | Corendon-Circus                |
| 14   | Toi Toi Cup #7, Uničov                                                   | C1     | Kateřina Nash        | Clif Pro Team                  |
| 14   | Ciclo-cross Ciudad de Xàtiva, Xàtiva                                     | C2     | Marianne Vos         | CCC-Liv                        |
| 14   | Utsunomiya Cyclo Cross #1, Utsunomiya                                    | C2     | Janka Keseg Števková |                                |
| 15   | Druivencross, Overijse                                                   | C1     | Annemarie Worst      | 777.be                         |
| 15   | Coupe de France #3, Bagnoles de l'Orne                                   | C2     | Olivia Onesti        | Creuse Oxygène                 |
| 15   | Coupe d'Espagne #6, Valence                                              | C2     | Lucía González       | Nesta-Skoda Alecar             |
| 15   | Gran Premio Città di Vittorio Veneto, Vittorio Veneto                    | C2     | Francesca Baroni     | Selle Italia Guerciotti        |
| 15   | National Trophy Series #6, York                                          | C2     | Harriet Harnden      | T-Mo Racing                    |
| 15   | Utsunomiya Cyclo Cross #2, Utsunomiya                                    | C2     | Janka Keseg Števková |                                |
| 21   | Rectavit Series Waaslandcross, Sint-Niklaas                              | C2     | Sanne Cant           | IKO-Crelan                     |
| 22   | Coupe du monde de cyclo-cross #6, Namur                                  | CDM    | Lucinda Brand        | Telenet-Fidea Lions            |
| 26   | Coupe du monde de cyclo-cross #7, Heusden-Zolder                         | CDM    | Lucinda Brand        | Telenet-Fidea Lions            |
| 26   | Pfaffnau GP Luzern, Pfaffnau                                             | C2     | Rebecca Gariboldi    | Team Cingolani                 |
| 27   | Trophée des AP Assurances #5, Loenhout                                   | C1     | Ceylin Alvarado      | Corendon-Circus                |
| 29   | Superprestige #6, Diegem                                                 | C1     | Annemarie Worst      | 777.be                         |
| 29   | Cyclo-cross des Crouchaux, Coulounieix-Chamiers                          | C2     | Lucía González       | Nesta-Skoda Alecar             |
| 30   | Ethias Cross - Bredene, Bredene                                          | C2     | Sanne Cant           | IKO-Crelan                     |

### Janvier
| Date | Course                                        | Classe | Vainqueur            | Équipe                      |
| ---- | --------------------------------------------- | ------ | -------------------- | --------------------------- |
| 1    | Trophée des AP Assurances #6, Baal            | C1     | Ceylin Alvarado      | Alpecin-Fenix               |
| 1    | Grand Prix Garage Collé, Pétange              | C2     | Shirin van Anrooij   | Team 185                    |
| 2    | EKZ CrossTour #3, Meilen                      | C1     | Christine Majerus    | Boels Dolmans               |
| 4    | Cyclocross Gullegem, Gullegem                 | C2     | Ceylin Alvarado      | Alpecin-Fenix               |
| 4    | Troyes Cyclocross International, Troyes       | C2     | Aniek van Alphen     | BNS Technics Concrete House |
| 5    | Trophée des AP Assurances #7, Bruxelles       | C1     | Ceylin Alvarado      | Alpecin-Fenix               |
| 13   | Cyclocross Otegem, Otegem                     | C2     | Alicia Franck        | Experza Pro CX              |
| 19   | Coupe du monde de cyclo-cross #8, Nommay      | CDM    | Annemarie Worst      | 777.be                      |
| 19   | Grand Prix Möbel Alvisse, Leudelange          | C2     | Pauliena Rooijakkers | CCC-Liv                     |
| 19   | ZAO-sama Cup Tohoku CX Series, Zaō            | C2     | Miyoko Karami        |                             |
| 25   | Kasteelcross Zonnebeke, Zonnebeke             | C2     | Christine Majerus    | Boels Dolmans               |
| 26   | Coupe du monde de cyclo-cross #9, Hoogerheide | CDM    | Lucinda Brand        | Telenet-Fidea Lions         |

### Février
| Date | Course                                          | Classe | Vainqueur                            | Équipe                               |
| ---- | ----------------------------------------------- | ------ | ------------------------------------ | ------------------------------------ |
| 2    | Championnats du monde de cyclo-cross, Dübendorf | CM     | Ceylin Alvarado                      | Alpecin-Fenix                        |
| 5    | Ethias Cross - Parkcross Maldegem, Maldegem     | C2     | Annemarie Worst                      | 777.be                               |
| 8    | Trophée des AP Assurances #8, Lille             | C1     | Ceylin Alvarado                      | Alpecin-Fenix                        |
| 9    | Superprestige #7, Merksplas                     | C2     | Annulé en raison de la tempête Ciara | Annulé en raison de la tempête Ciara |
| 15   | Superprestige #8, Middelkerke                   | C1     | Ceylin Alvarado                      | Alpecin-Fenix                        |
| 16   | Ethias Cross - Vestingcross, Hulst              | C1     | Ceylin Alvarado                      | Alpecin-Fenix                        |
| 22   | Rectavit Series GP Leuven, Louvain              | C1     | Denise Betsema                       | Pauwels Sauzen-Bingoal               |
| 23   | Internationale Sluitingsprijs, Oostmalle        | C1     | Annemarie Worst                      | 777.be                               |

## Championnats nationaux (CN)
| Nation             | Date              | Élites                         | Moins de 23 ans          | Juniors             |
| ------------------ | ----------------- | ------------------------------ | ------------------------ | ------------------- |
| Allemagne          | 12 janvier 2020   | Elisabeth Brandau              | Judith Krahl             | Clea Seidel         |
| Australie          | 10 août 2019      | Peta Mullens                   |                          |                     |
| Autriche           | 12 janvier 2020   | Lisa Pasteiner                 |                          |                     |
| Belgique           | 12 janvier 2020   | Sanne Cant                     | Marthe Truyen            |                     |
| Canada             | 2 novembre 2019   | Maghalie Rochette              | Sidney McGill            | Emilly Johnston     |
| Chili              | 28 septembre 2019 | Maria Fernanda Castro Gonzalez |                          |                     |
| Croatie            | 12 janvier 2020   | Gloria Musa                    |                          |                     |
| Danemark           | 12 janvier 2020   | Caroline Bohé                  |                          |                     |
| Espagne            | 12 janvier 2020   | Lucía González                 | Sofía Rodríguez          | Lucía Gómez         |
| Estonie            | 13 octobre 2019   | Mari-Liis Mõttus               |                          |                     |
| États-Unis         | 15 décembre 2019  | Clara Honsinger                | Katie Clouse             | Madigan Munro       |
| France             | 12 janvier 2020   | Marion Norbert Riberolle       | Marion Norbert Riberolle | Line Burquier       |
| Grande-Bretagne    | 12 janvier 2020   | Harriet Harnden                |                          | Millie Couzens      |
| Hongrie            | 12 janvier 2020   | Blanka Kata Vas                |                          |                     |
| Irlande            | 12 janvier 2020   | Maria Larkin                   |                          |                     |
| Italie             | 12 janvier 2020   | Eva Lechner                    | Francesca Baroni         | Lucia Bramati       |
| Japon              | 8 décembre 2019   | Rina Matsumoto                 |                          | Kasuga Watabe       |
| Lituanie           | 27 octobre 2019   | Vida Dolgovienė                |                          | Aistė Janavičiūtė   |
| Luxembourg         | 12 janvier 2020   | Christine Majerus              | Nina Berton              | Marie Schreiber     |
| Norvège            | 17 novembre 2019  | Mie Ottestad                   |                          | Hedda Bjørklund     |
| Nouvelle-Zélande   | 11 août 2019      | Kate McIlroy                   |                          |                     |
| Pays-Bas           | 12 janvier 2020   | Ceylin Alvarado                | Inge van der Heijden     | Shirin van Anrooij  |
| Pologne            | 12 janvier 2020   | Zuzanna Krzystała              |                          | Patrycja Zawierta   |
| Portugal           | 12 janvier 2020   | Ana Mafalda Sá Santos          | Marta Branco             |                     |
| République tchèque | 12 janvier 2020   | Pavla Havlíková                | Tereza Švihálková        | Karolína Bedrníková |
| Roumanie           | 14 décembre 2019  | Eszter Bereczki                |                          |                     |
| Slovaquie          | 1er décembre 2019 | Janka Keseg Števková           |                          |                     |
| Suède              | 12 janvier 2020   | Åsa-Maria Erlandsson           |                          | Felicia Andersson   |
| Suisse             | 12 janvier 2020   | Zina Barhoumi                  |                          |                     |
| Russie             | 27 octobre 2019   | Elvira Khayrullina             |                          | Yana Mergasova      |

## Nombres de victoires
| # | Coureur              | Équipe                         | Vict | CDM | SP | TAPA |
| - | -------------------- | ------------------------------ | ---- | --- | -- | ---- |
| 1 | Ceylin Alvarado      | Corendon-Circus                | 15   | 1   | 3  | 5    |
| 2 | Maghalie Rochette    | Specialized/Feedback Sports    | 12   | 1   |    |      |
| - | Lucía González       | Nesta-Skoda Alecar             | 12   |     |    |      |
| 4 | Annemarie Worst      | 777.be                         | 11   | 3   | 2  | 1    |
| 5 | Rebecca Fahringer    | Kona Maxxis Shimano            | 10   |     |    |      |
| 6 | Pavla Havlíková      | Kooperativa Jablonec nad Nisou | 8    |     |    |      |
| 7 | Lucinda Brand        | Telenet-Fidea Lions            | 5    | 3   |    | 1    |
| - | Clara Honsinger      | Team S&M                       | 5    |     |    |      |
| 9 | Yara Kastelijn       | 777.be                         | 4    |     | 1  | 1    |
| - | Geerte Hoeke         | Xalt Cycling                   | 4    |     |    |      |
| - | Perrine Clauzel      | A.S. Bike Cross Team           | 4    |     |    |      |
| - | Janka Keseg Števková | Outsiterz cycling team         | 4    |     |    |      |
| - | Christine Majerus    | Boels Dolmans                  | 4    |     |    |      |

### Compétitions
- Coupe du monde de cyclo-cross 2019-2020
- Superprestige 2019-2020
- Trophée des AP Assurances 2019-2020
- Coupe de France de cyclo-cross 2019
- Toi Toi Cup 2019-2020
- EKZ CrossTour 2019-2020
- National Trophy Series 2019-2020
- Coupe d'Espagne de cyclo-cross 2019
- Ethias Cross
- Rectavit Series 2019-2020
- Championnats du monde de cyclo-cross 2020